# عبدالقادر طارق
عبدالقادر طارق (عربی: عبد القادر طارق عزيز؛ زادهٔ ۲۵ ژانویهٔ ۱۹۹۴) یک بازیکن فوتبال اهل عراق است.
از باشگاه‌هایی که در آن بازی کرده‌است می‌توان به تیم ملی فوتبال عراق، الکرخ، و تیم ملی فوتبال زیر ۲۳ سال عراق اشاره کرد.
وی همچنین در تیم‌های ملی فوتبال Iraq U-23 تیم ملی فوتبال عراق بازی کرده است.